# Ralph Kiner
Pour les articles homonymes, voir Kiner.
Ralph Kiner, né le 27 octobre 1922 à Santa Rita (Nouveau-Mexique) et mort le 6 février 2014, à Rancho Mirage (Californie), est un joueur américain de baseball ayant évolué en Ligue majeure de baseball de 1946 à 1955. Malgré cette carrière écourtée par les blessures, il est élu au Temple de la renommée du baseball en 1975. Après sa carrière de joueur, il devient commentateur pour la télévision, poste qu'il occupe encore chez les Mets de New York pour la 46e saison en 2008.

## Carrière

### Joueur
Natif du Nouveau-Mexique, Ralph Kiner passe son enfance à Alhambra en Californie.
Il fait ses débuts en Ligue majeure le 12 avril 1946 sous les couleurs des Pirates de Pittsburgh. Spécialiste des coups de circuit, il domine les classements dans ce domaine de 1946 à 1952. Son record sur une saison de 54 coups de circuit (1949).
Sélectionné six fois consécutives pour le match des étoiles (1948 à 1953), il termine cinq fois dans les dix premiers du vote pour le MVP de l'année (1947 à 1951).
Il termine sa carrière chez les Cubs de Chicago (1953-1954) puis les Indians de Cleveland (1955). Il renonce à jouer après une importante blessure au dos.
Il est élu au Temple de la renommée du baseball en 1975 et son numéro 4 est retiré par la franchise des Pirates de Pittsburgh en 1987. The Sporting News l'a classé au 90e rang des 100 meilleurs joueurs de tous les temps et figure dans les 100 joueurs soumis aux votes des fans pour constituer l'Équipe du siècle en 1999.

### Commentateur
Il devient commentateur des matches de baseball en 1961 pour la franchise des White Sox de Chicago. L'année suivante, il rejoint la nouvelle franchise des Mets de New York. Il est encore en poste en 2008 chez les Mets, étant le seul membre de club à avoir connu les Mets depuis leur création.
Les Mets l'ont introduit dans leur Hall of Fame en 1984 et il fut honoré à l'occasion d'une « Ralph Kiner Night » le 14 juillet 2007 au Shea Stadium.